# Юрій Юрійович Петрушевський
Юрій Юрійович Петрушевський (нар. 1 листопада 1992, Полтава) — український журналіст, автор і телеведучий.

## Життєпис
Юрій народився 1 листопада 1992 року в Полтаві в сім’ї лікарів Анни Петрушевської та Юрія Петрушевського, засновника мережі клінік «Добродія».
У 2010 році Юрій Петрушевський закінчив Полтавське навчально-виховне об’єднання №14. В 10 класі став лауреатом міської премії імені М.В. Гоголя.
У вересні 2010 року вступив до Полтавського національного педагогічного університету імені В.Г. Короленка. Захистив бакалаврську роботу на тему: «Специфіка подачі реклами в періодичних друкованих виданнях Полтави». 
У 2023 році вступив до Національного педагогічного університету імені М.П. Драгоманова (диплом магістра).

## Кар’єра
У листопаді 2011 року обійняв посаду журналіста в полтавській обласній газеті «Коло». 
У січні 2013 року приєднався до проєкту «Ранок з Інтером» на телеканалі Інтер редактором розважальних рубрик. Автор та ведучий рубрики «Мужской клуб».
В березні 2014 року почав працювати спеціальним кореспнодентом на радіостації «Радіо Вєсті». Автор спецпроєктів: «Наказанные зоной» про засуджених, що відбувають покарання у зоні бойових дій на Донбасі. В 2015 році побував у всіх в’язницях на підконтрольній Україні частині Донбасу.
У серпні 2016 року приєднався до команди проєкту «Громадське». Став автором розслідування «Тарасівка: селяни проти кладовища» про незаконне будівництво кладовища в Київській області. 
В червні 2017 року обійняв посаду спеціального кореспондента телеканалу «Прямий». Автор документальних проєктів: «Війна зі смертю», де провів 48 годин в реанімаціях COVID’них відділень та «Юра в Армії». Серіал-щоденник міжнародних військових навчань Rapid Trident 2021.
З жовтня 2019 року автор і ведучий програми «Владахохотала: хіт-парад зашкварів». 
У вересні 2021 року став співавтором проекту «У пошуках української мрії» на Українському Радіо. 
У травні 2022 року став автором-сценарію документального серіалу «Чий Х*й?» на Sweet.TV, що присвячений дослідженню історії українських матюків та лайки.

## Сім’я
Одружений з ведучою телеканалу «Прямий» Анастасією Міщенко.  